# Edge of the Earth (Thirty Seconds to Mars)
Edge of the Earth è un singolo del gruppo musicale statunitense Thirty Seconds to Mars, pubblicato il 27 gennaio 2003 come secondo estratto dal primo album in studio 30 Seconds to Mars.

## Promozione
Edge of the Earth entrò nelle stazioni radiofoniche statunitensi a partire dal 28 gennaio 2003, venendo successivamente pubblicato per il download digitale il 3 marzo deollo stesso anno come secondo ed ultimo singolo estratto dall'album 30 Seconds to Mars. Il 17 gennaio 2003 i Thirty Seconds to Mars eseguirono Edge of the Earth durante il The Tonight Show with Jay Leno. Successivamente il brano fu eseguito al The Late Late Show with Craig Kilborn il 3 febbraio. Quest'ultima fu la prima esibizione dal vivo del gruppo con il chitarrista Tomo Miličević, che pochi giorni prima prese il posto di Solon Bixler.
Il 19 gennaio 2008 il singolo e l'album da cui è tratto debuttarono per la prima volta nelle classifiche britanniche in seguito alla tappa europea del tour per A Beautiful Lie, il secondo album del gruppo. Il brano entrò nella Official Rock & Metal Chart alla posizione cinque e rimase quattro settimane in classifica. Edge of the Earth fu incluso nel trailer del videogioco Need for Speed: Hot Pursuit per l'Electronic Entertainment Expo 2010. Il brano è il tema principale del videogioco ed è incluso nella colonna sonora.

## Video musicale
La regia del video di Edge of the Earth fu affidata al regista Kevin McCullough. Nel video vi sono immagini di concerti, incontri con i fan o i dietro le quinte del gruppo. Molti Echelon (i fan del gruppo) vi hanno partecipato, mostrando i propri tatuaggi dedicati ai Thirty Seconds to Mars e con abiti personalizzati caratterizzati dai simboli e i colori del gruppo. Il video è un omaggio alle persone che hanno creduto e seguito i Thirty Seconds to Mars fino dall'inizio e al contempo mostra il rapporto tra gli Echelon e la band. Nel video inoltre compare Miličević, che si unì al gruppo agli inizi del 2003.
L'anteprima del video fu presentata sul sito ufficiale dei Thirty Seconds to Mars il 27 marzo 2003.

## Tracce
Download digitale
1. Edge of the Earth – 4:36

CD promozionale (Stati Uniti)
1. Edge of the Earth (Radio Edit) – 3:58
2. Edge of the Earth (Album Version) – 4:36

## Formazione
Hanno partecipato alle registrazioni, secondo le note di copertina di 30 Seconds to Mars:
Gruppo
- Jared Leto – chitarra, basso, sintetizzatore, programmazione, voce
- Shannon Leto – batteria

Altri musicisti
- Solon Bixler – chitarra aggiuntiva

Produzione
- Bob Ezrin – produzione
- Brian Virtue – produzione, ingegneria del suono
- 30 Seconds to Mars – produzione
- Ben Gross – missaggio
- Tom Baker – mastering